# Danh sách album KSL Live World
KSL Live World 2008: Way to the Little Busters! EX là buổi hòa nhạc chi nhánh phát triển tiểu thuyết ảo Key thuộc Visual Art's đăng cai và tổ chức ngày 10 tháng 5 năm 2008 tại Tokyo, Nhật Bản và ngày 17 tháng 5 năm 2008 tại Osaka, Nhật Bản - một phần của lễ kỷ niệm 10 năm Key thành lập. Các album được sản xuất dưới nhãn hiệu thu âm Key Sounds Label, một chi nhánh của Visual Art's.

## Album

### KSL Live World 2008: Pamphlet and Memorial Disc
KSL Live World 2008: Pamphlet and Memorial Disc
Tất cả các ca khúc được viết bởi Jun Maeda.
| Mặt A | Mặt A                                                            | Mặt A                      | Mặt A      |
| STT   | Nhan đề                                                          | Sắp xếp                    | Thời lượng |
| ----- | ---------------------------------------------------------------- | -------------------------- | ---------- |
| 1.    | "Last regrets -Girls in Tears mix-" (Performed by Ayana)         | a2c                        | 4:51       |
| 2.    | "Last regrets -2006 memorial mix-" (Performed by Ayana)          | Manack                     | 6:32       |
| 3.    | "Last regrets -X'mas floor style-" (Performed by Eiko Shimamiya) | Kazuya Takase (I've Sound) | 5:28       |
| 4.    | "Last regrets -fiberjelly mix-" (Performed by Ayana)             | Keiichi Sugiyama           | 6:18       |
| 5.    | "Last regrets -acoustic version-" (Performed by Lia)             | Ryō Okabe                  | 5:56       |
| 6.    | "Last regrets -orbit-" (Performed by Ayana)                      | ZTS                        | 12:18      |

| Mặt B            | Mặt B                             | Mặt B      |
| STT              | Nhan đề                           | Thời lượng |
| ---------------- | --------------------------------- | ---------- |
| 1.               | "Round-table Discussion (Part 1)" | 21:22      |
| 2.               | "Round-table Discussion (Part 2)" | 35:36      |
| Tổng thời lượng: | Tổng thời lượng:                  | 98:20      |

### KSL Live World 2008: Way to the Little Busters! EX
KSL Live World 2008: Way to the Little Busters! EX
| Đĩa 1 | Đĩa 1 | Đĩa 1                        | Đĩa 1                                         | Đĩa 1      |
| STT   | Nhan đề | Phổ nhạc                     | Sắp xếp                                       | Thời lượng |
| ----- | --- | ---------------------------- | --------------------------------------------- | ---------- |
| 1.    | "Little Busters!" (Lyrics by Jun Maeda; Performed by Rita)                                                          | Jun Maeda                    | Tomoyuki Nakazawa, Takeshi Ozaki (I've Sound) | 4:58       |
| 2.    | "MC Rita / Tomoe Tamiyasu / Shinji Orito" (MC Rita・民安ともえ・折戸伸治 MC Rita / Tamiyasu Tomoe / Orito Shinji)   |                              |                                               | 5:11       |
| 3.    | "Song for friends" (Lyrics by Jun Maeda; Performed by Rita)                                                         | Jun Maeda                    | MintJam                                       | 5:21       |
| 4.    | "Faraway" (遥か彼方 Haruka Kanata) (Lyrics by Jun Maeda; Performed by Rita)                                         | Jun Maeda                    | Manack                                        | 5:45       |
| 5.    | "MC Rita" |                              |                                               | 1:37       |
| 6.    | "Alicemagic" (Lyrics by Yūto Tonokawa; Performed by Rita)                                                           | Shinji Orito                 | MintJam                                       | 4:44       |
| 7.    | "Instrument -Fantasy-" (Instrument - 幻想 - Instrument -Gensō-)                                                     | Magome Togoshi               |                                               | 1:19       |
| 8.    | "Mag Mell" (メグメル Megu Meru) (Lyrics by Riya; Performed by Chata)                                                | Eufonius                     | Kiku                                          | 5:06       |
| 9.    | "MC Chata / Tomoe Tamiyasu / Shinji Orito" (MC 茶太・民安ともえ・折戸伸治 MC Chata / Tamiyasu Tomoe / Orito Shinji) |                              |                                               | 3:44       |
| 10.   | "Over" (オーバー Ōbā) (Lyrics by Key; Performed by Chata)                                                           | Shinji Orito                 | Manyo                                         | 4:58       |
| 11.   | "Ten Thousand Places" (一万の軌跡 Ichiman no Kiseki) (Lyrics by Key; Performed by Chata)                            | Shinji Orito, Magome Togoshi | Manyo                                         | 6:56       |
| 12.   | "MC Chata" (MC 茶太)                                                                                                |                              |                                               | 1:03       |
| 13.   | "Small Palms" (小さな手のひら Chiisana Tenohira) (Lyrics by Jun Maeda; Performed by Chata)                          | Jun Maeda                    | Magome Togoshi                                | 4:59       |
| 14.   | "Instrument -hope-"                                                                                                 | Jun Maeda                    | Yuki Shimizu                                  | 1:05       |
| 15.   | "Light colors" (Lyrics by Jun Maeda; Performed by Lia)                                                              | Shinji Orito                 | Kazuya Takase (I've Sound)                    | 6:12       |
| 16.   | "MC Lia" |                              |                                               | 1:17       |
| 17.   | "Life is Like a Melody" (Lyrics by Jun Maeda; Performed by Lia)                                                     | Jun Maeda                    | Magome Togoshi                                | 5:50       |

| Đĩa 2            | Đĩa 2 | Đĩa 2            | Đĩa 2                                         | Đĩa 2      |
| STT              | Nhan đề | Phổ nhạc         | Sắp xếp                                       | Thời lượng |
| ---------------- | --- | ---------------- | --------------------------------------------- | ---------- |
| 1.               | "MC Tomoe Tamiyasu / Shinji Orito" (MC 民安ともえ・折戸伸治 MC Tamiyasu Tomoe / Orito Shinji)                                                            |                  |                                               | 4:19       |
| 2.               | "Rin's Secret Love Song" (鈴の密かな恋の歌 Rin no Hisokana Koi no Uta) (Lyrics by Jun Maeda; Performed by Tomoe Tamiyasu)                                | Jun Maeda        | MintJam                                       | 4:35       |
| 3.               | "Spica" (Lyrics by Jun Maeda; Performed by Lia) | Jun Maeda        | Sorma                                         | 5:10       |
| 4.               | "MC Lia" |                  |                                               | 0:44       |
| 5.               | "Birthday Song,Requiem" (Lyrics by Jun Maeda; Performed by Lia)                                                                                          | Jun Maeda        | Magome Togoshi                                | 4:26       |
| 6.               | "MC Lia / Tomoe Tamiyasu / Shinji Orito" (MC Lia・民安ともえ・折戸伸治 MC Lia / Tamiyasu Tomoe / Orito Shinji)                                           |                  |                                               | 7:06       |
| 7.               | "Bird's Poem" (鳥の詩 Tori no Uta) (Lyrics by Jun Maeda; Performed by Lia)                                                                               | Shinji Orito     | Kazuya Takase (I've Sound)                    | 6:20       |
| 8.               | "MC Rita / Chata / Lia / Tomoe Tamiyasu / Shinji Orito" (MC Rita・茶太・Lia・民安ともえ・折戸伸治 MC Rita / Chata / Lia / Tamiyasu Tomoe / Orito Shinji) |                  |                                               | 5:30       |
| 9.               | "Where the Wind Reaches" (風の辿り着く場所 Kaze no Tadoritsuku Basho) (Lyrics by Jun Maeda; Performed by Chata, Lia, Rita, Tomoe Tamiyasu)               | Shinji Orito     | Kazuya Takase (I've Sound)                    | 6:41       |
| 10.              | "Encore MC Lia" (アンコールMC Lia Ankōru MC Lia) |                  |                                               | 5:01       |
| 11.              | "Summer Lights" (夏影 Natsukage) (Lyrics by Jun Maeda; Performed by Lia)                                                                                 | Jun Maeda        | Ryō Okabe                                     | 6:17       |
| 12.              | "A Large Family of Dango" (だんご大家族 Dango Daikazoku) (Lyrics by Jun Maeda; Performed by Chata)                                                       | Jun Maeda        | Takumaru                                      | 4:47       |
| 13.              | "Encore MC Rita" (アンコールMC Rita Ankōru MC Rita) |                  |                                               | 2:13       |
| 14.              | "Little Busters! -Little Jumper ver.-" (Lyrics by Jun Maeda; Performed by Rita)                                                                          | Jun Maeda        | Tomoyuki Nakazawa, Takeshi Ozaki (I've Sound) | 5:06       |
| Tổng thời lượng: | Tổng thời lượng: | Tổng thời lượng: | Tổng thời lượng:                              | 138:30     |